# Akvedukt

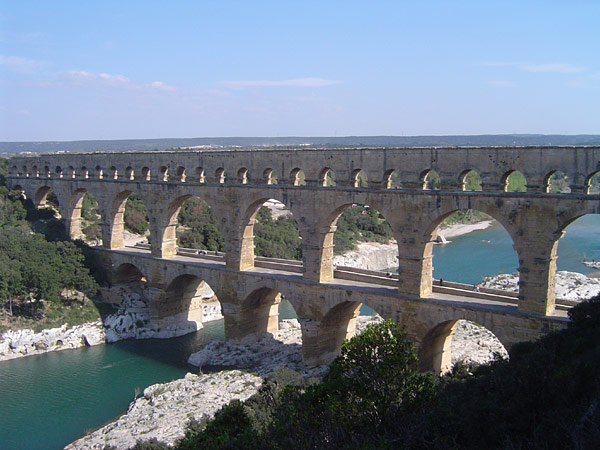
Akvedukten Pont du Gard

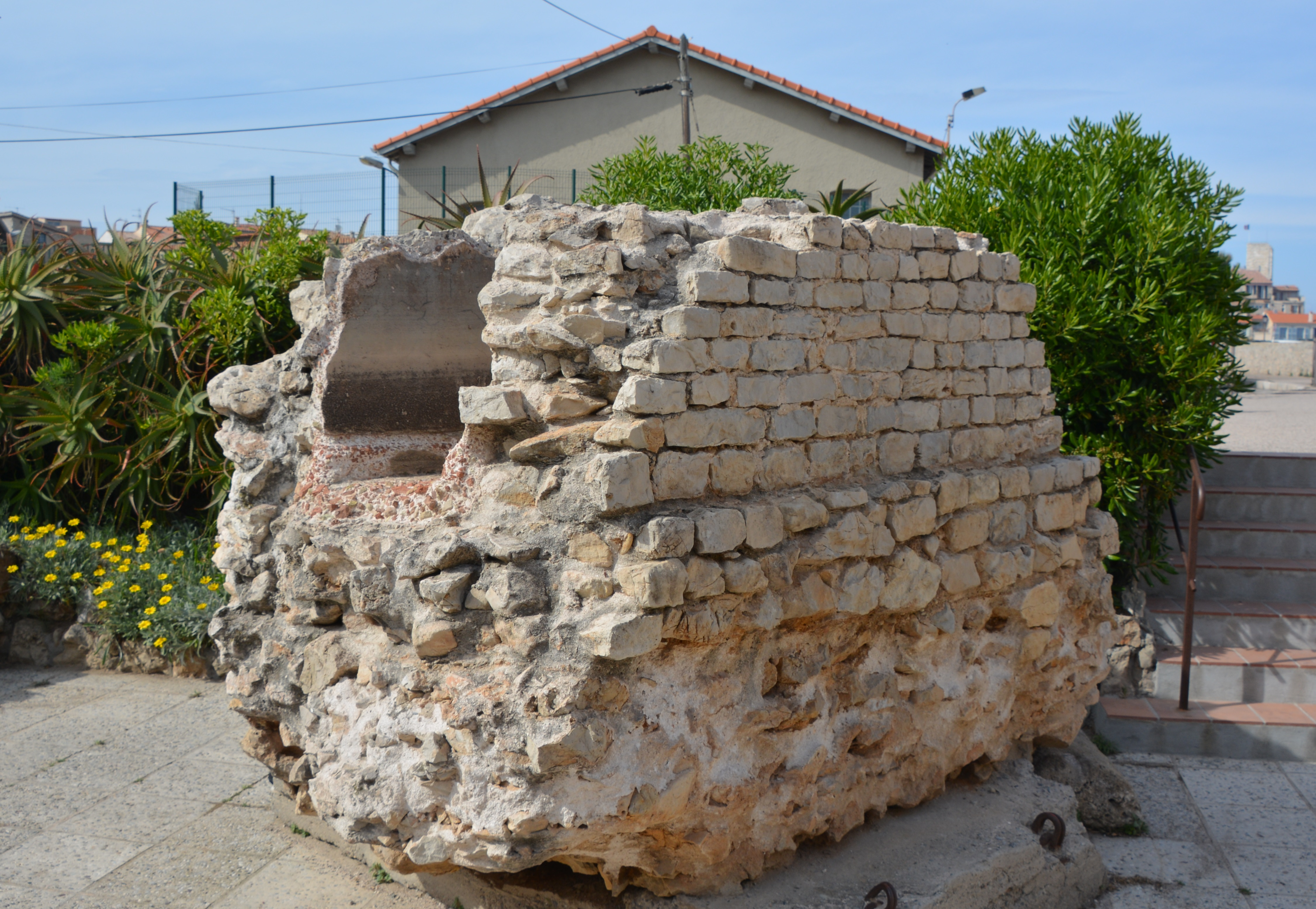
En bit av Fontvielle-akvedukten, utanför Musée d' archéologie i Antibes

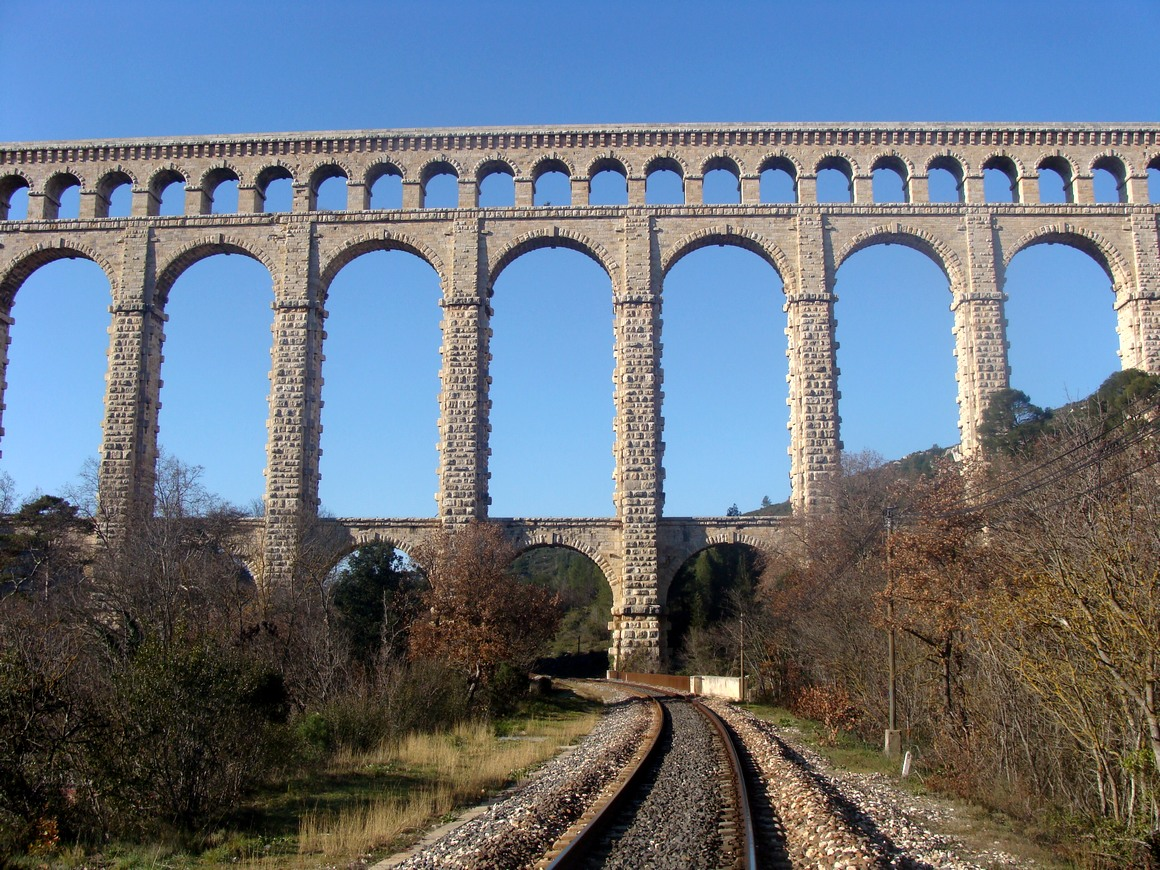
Roquefavour akvedukten i Ventabren från 1847.

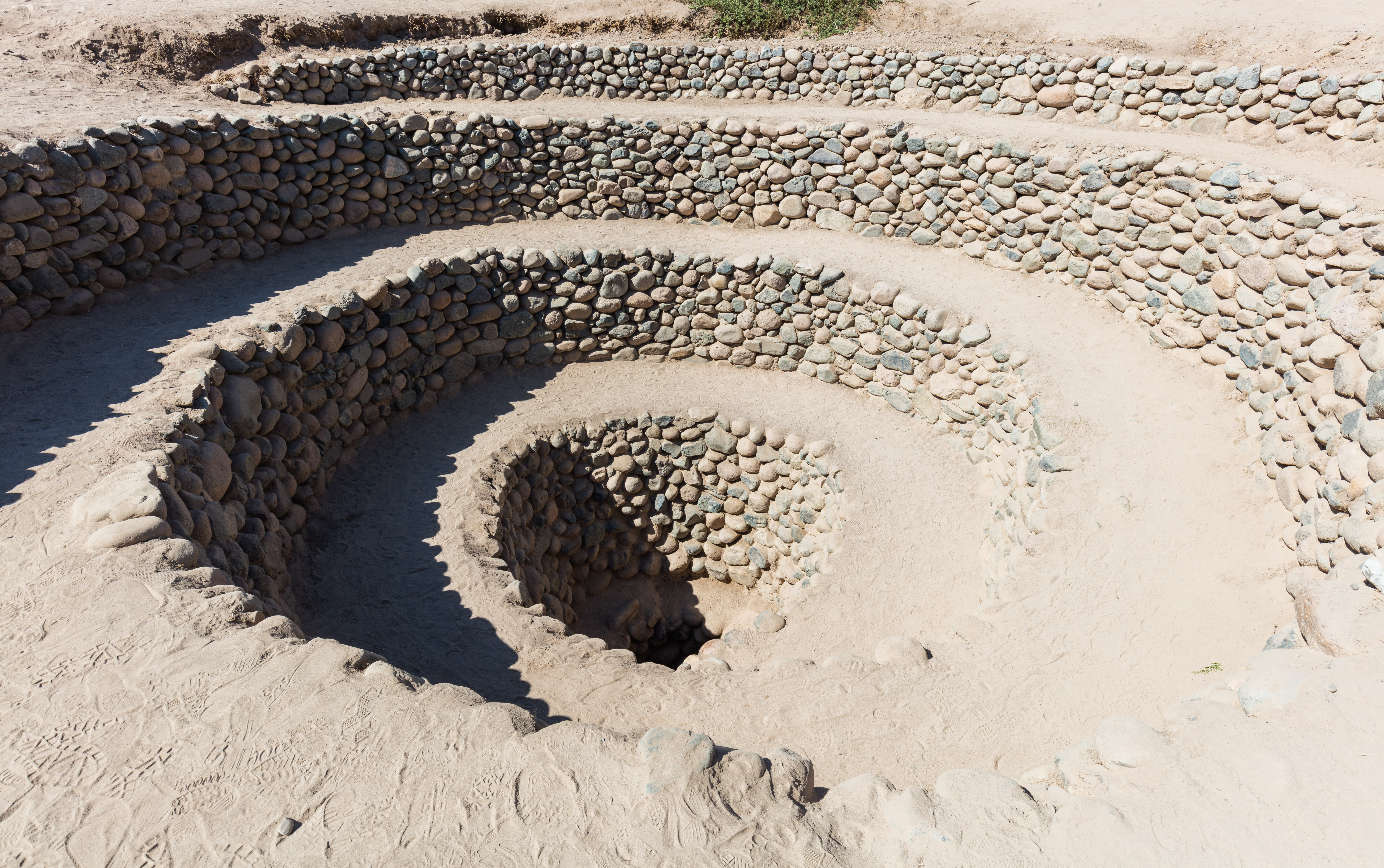
Nazcaakvedukterna i Peru.

Principskiss av en akvedukt

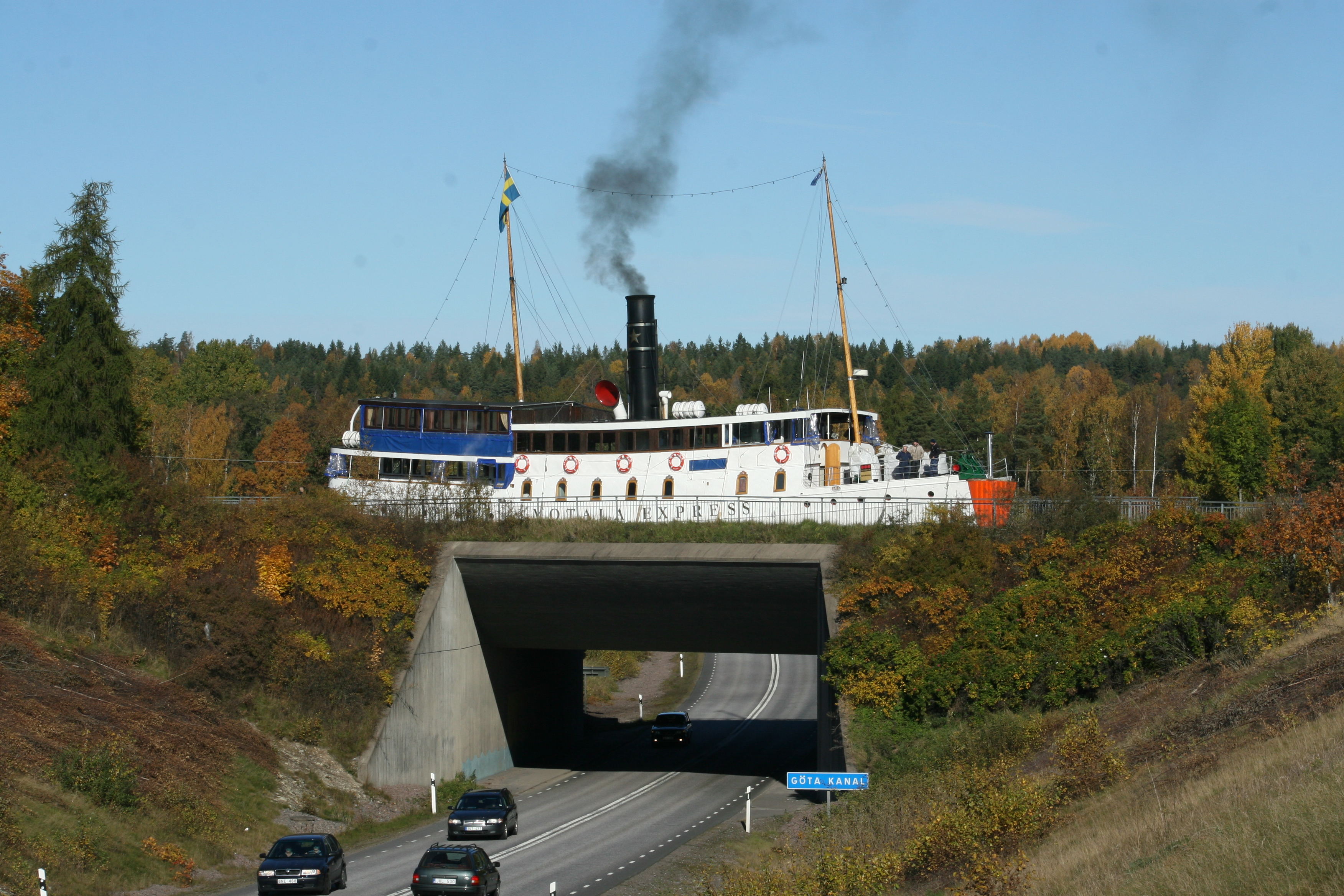
S/S Motala Express med kapat förskepp på Göta kanals akvedukt över Riksväg 34 strax sydväst om Kungs Norrby

Akvedukt (lat. aquæductus, vattenledning), är en smal sluten eller öppen ledning, som med självfall ska leda ett vattendrag eller en kanal över hinder i form av dalgångar, vägar, järnvägar eller andra vattendrag. Akvedukter användes särskilt för antika städers vattenförsörjning.
Med akvedukt kan även avses en bro som leder en vattenväg, vanligen en kanal, över en väg eller över ett lägre område i naturen.

## Romerska akvedukter
Med akvedukt menade romarna främst en vattenledning som hade till uppgift att förse en stad med dricksvatten från avlägset belägna källor. Vattnet leddes i övertäckta, murade rännor, som vilande på kraftiga valv och ofta i flera våningar byggdes över dalarna. Många av dessa anläggningar finns fortfarande kvar att beskåda. Minst lika ofta var dock vattenledningarna, "kanalerna", grävda som övertäckta diken direkt i marken. I staden Roms fall utgörs 80 procent av akvedukternas sträckning av sådana enkla kanaler. Stor omsorg lades vid att hitta den mest kostnadseffektiva sträckningen för en akvedukt. För mindre flöden kunde även hävertar användas för att överbrygga en dalsänka, varvid täta rör - exempelvis av bly - användes. 
Av det gamla Roms 14 akvedukter (den äldsta, Aqua Appia, byggdes 305 f.Kr.) är fortfarande tre i bruk: Aqua Virgo (anlagd av Agrippa år 22 före Kristus) och som avslutas i den avsevärt mer sentida Fontana di Trevi), Aqua Felice (Claudius akvedukt, färdigställd av Claudius år 50 e.Kr.) samt Aqua Paola. En annan källa anger 11 antika akvedukter: Aqua Appia 312 f.Kr, Anio Vetus 269 f.Kr, Aqua Marcia 140 f.Kr., Aqua Tepula 126 f.Kr., Aqua Julia 33 f.Kr., Aqua Virgo 19 f.Kr., Aqua Alsietina 2 f.Kr., Aqua Claudia 52 e.Kr., Anio Novus också 52 e.Kr., Aqua Traiana 109 e.Kr., Aqua Alexandrina  226 e.Kr. Längst var Aqua Marcia med sina 91 km. Störst flöde hade Anio Novus med 190 000 kubikmeter per dygn. Dessa 11 akvedukter levererade enligt akveduktexperten Lorenzo Quilici sammanlagt 13 kubikmeter per sekund till Roms dåvarande befolkning på dryga miljonen invånare. 1970 fick Roms knappt tre miljoner invånare dela på tolv kubikmeter per sekund.
I området kring Vesuvius utgjorde Aqua Augusta/Aqua Serino en imponerande syn och utförde en mäktig uppgift. Akvedukten försörjde flera städer med vatten, bland andra Sarno, Palma, Pompeji, Nola, Neapel, Cuma och överklassens Baia. Slutstationen var Piscina Mirabilis, den Beundransvärda Dammen som rymde 12 000 kubikmeter, i marinstaden Misenum. En intressant bok om händelserna kring Vesuvius utbrott 79 e.Kr, med fokus på en aquarius och Aqua Augusta har skrivits av Robert Harris.
Aquarius var den romerska titeln på den tjänsteman som ansvarade för akveduktens drift, det vill säga underhåll, kvalitetsövervakning, eventuell förgreningsbyggnad och inte minst bokföring av de inkomster som avtappning till diverse privata hushåll och företag inbringade. Även om akvedukten byggdes med tanke på allmänna intressen blev de ofta införlivade i överklassens lyxliv med privata bad, fiskdammar och fontäner.
En akvedukt slutade i en ändstation, terminus, som ofta utformades som en jättelik tank eller övertäckt bassäng, varifrån vattnet leddes ut till fontäner och andra avtappningsställen. Svårigheten att reglera flödet gjorde att stora mängder spilldes vidare direkt ut i avloppen, kloakerna. I närheten av de flesta "terminus" fanns en "monstra", en uppvisningsfontän (jämför med "demonstrera") som visade akveduktens kraft, flöde och gärna på något vis dess upphovsman.
På vägen mellan källa och terminus fanns olika konstruktioner för att bromsa flödet så att slammet kunde sjunka till botten och avskiljas och andra byggnader för att förenkla underhållet. 
Av de romerska vattenledningarna i provinserna finns många betydande lämningar, till exempel den cirka 55 meter höga Pont du Gard vid Nîmes och den av Trajanus byggda akvedukten i Segovia i Spanien. Även under medeltiden uppfördes i Tyskland akvedukter efter romerskt system. 
|  |

## Akvedukter uppförda 1600–1900
Exempel på akvedukter är Aqueduc Maintenon, som Ludvig XIV lät Vauban konstruera för att leda Eures vatten till Versailles trädgårdar, men bara den undre bågraden fullbordades. I Nordamerika byggdes Croton-akvedukten 1842 av John B. Jervis för att förse New York med dricksvatten.
Andra exempel är:
- Stenakvedukt över Helenental vid Baden, för staden Wiens källvattenledning
- Brokanaler av sten för Dortmund-Ems-kanalen över floderna Ems och Lippe, i västra Tyskland, byggda 1893-1897

Akvedukter har även kommit till användning vid vattenkraftsanläggningar. En 200 meter lång akvedukt av betong för det ändamålet finns i Vizzola Ticino i norra Italien. Den byggdes år 1900 och ledde fram 53 kubikmeter vatten per sekund. I Sverige finns också flera exempel på akvedukter utförda i trä eller sten.

## Akvedukter som vattenvägar

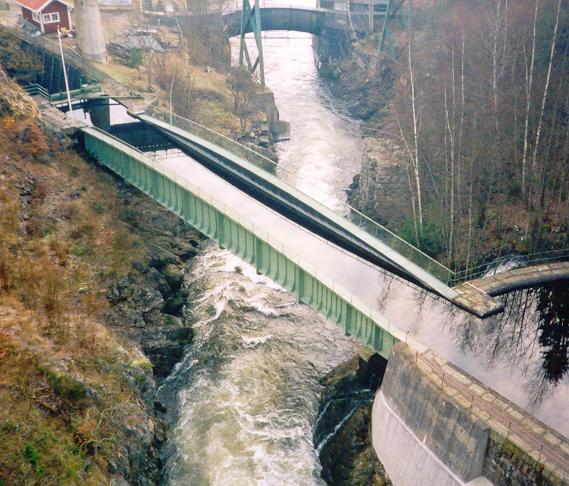
Akvedukten i Håverud.

En egendomlig och snillrik anläggning av denna art är den av Nils Ericson (äldre bror till John Ericsson) byggda akvedukten vid Håverud, där Dalslands kanal (byggd 1865–1868) leds fram över en strid fors i en stor "järnlåda".
I Ljungsbro och i Borensberg finns akvedukter där bilvägar går under Göta kanal. Ytterligare en planeras stå klar vid Söderköping år 2027.
Myranbäcken går i akvedukt över den nya Botniabanan.
En svängakvedukt vid Barton-upon-Irwell i England leder fartygen på den gamla Bridgewaterkanalen högt över den 1893 fullbordade Manchesterkanalen i en med vatten fylld svängbro av järn, som liksom en järnvägsbro måste öppnas för att tillåta mastade fartygs framförande på den underliggande skeppskanalen.
Den 30 kilometer långa timmerrännan mellan Rämsön (Uppland) och pappersbruket Korsnäs AB (Gästrikland) är byggd som en akvedukt över Dalälven för timmerflottning. Den används nu för sötvattenförsörjning till bruket.

## Qanat
Qanat (kanat) är ett annat bevattningssystem som utnyttjar grundvattennivån i högläntare delar av terrängen och leder vattnet i svagt sluttande underjordiska kanaler.